# Webster (Massachusetts)
Webster es un pueblo ubicado en el condado de Worcester en el estado estadounidense de Massachusetts. En el Censo de 2010 tenía una población de 16.767 habitantes y una densidad poblacional de 443,23 personas por km².

## Geografía
Webster se encuentra ubicado en las coordenadas 42°2′50″N 71°50′45″O / 42.04722, -71.84583. Según la Oficina del Censo de los Estados Unidos, Webster tiene una superficie total de 37.83 km², de la cual 32.05 km² corresponden a tierra firme y (15.28%) 5.78 km² es agua.

## Demografía
Según el censo de 2010, había 16.767 personas residiendo en Webster. La densidad de población era de 443,23 hab./km². De los 16.767 habitantes, Webster estaba compuesto por el 91.21% blancos, el 2.87% eran afroamericanos, el 0.3% eran amerindios, el 1.1% eran asiáticos, el 0% eran isleños del Pacífico, el 2.34% eran de otras razas y el 2.18% pertenecían a dos o más razas. Del total de la población el 6.85% eran hispanos o latinos de cualquier raza.

## Economía
Tiene la oficina de Massachusetts de Goya Foods.